# نوبورو كوهارا
نوبورو كوهارا (باليابانية: 小原 昇) (22 يوليو 1983 في أوساكا في اليابان – )؛ هو لاعب كرة قدم ياباني سابق كان يلعب كمهاجم.

## وصلات خارجية
- نوبورو كوهارا على موقع رابطة كرة القدم اليابانية للمحترفين (اليابانية)
- نوبورو كوهارا على موقع قاعدة بيانات كرة القدم.إي يو (الإنجليزية)
- نوبورو كوهارا على موقع عالم كرة القدم.نت (الإنجليزية)